# Рос Брон
Рос Брон (енгл. Ross Brawn) је британски аутоинжењер и власник формула 1 тима Брон ГП.
Рос Брон је стекао популарност као технички директор шампионских тимова Бенетона и Ферарија, а од 2009. године је власник тима Брон ГП, који је настао из Хонда Ф1 тима.

## Биографија
Рос Брон је рођен 23. новембра 1954. године у Манчестеру, Енглеска.
Почетком седамдесетих радио је као инжењер у Заводу за атомску енергију Уједињеног Краљевства.
Рос Браун је ожењен и има две ћерке. Живе у месту Хенли на Темзи.

## Каријера у аутотркама
Каријеру у ауто-тркама је почео 1976. године.
Када је 1978. године, сер Френк Вилијамс основао свој формула 1 тим Вилијамс, запослио је Роса Брона као механичара.